# Eskimo's

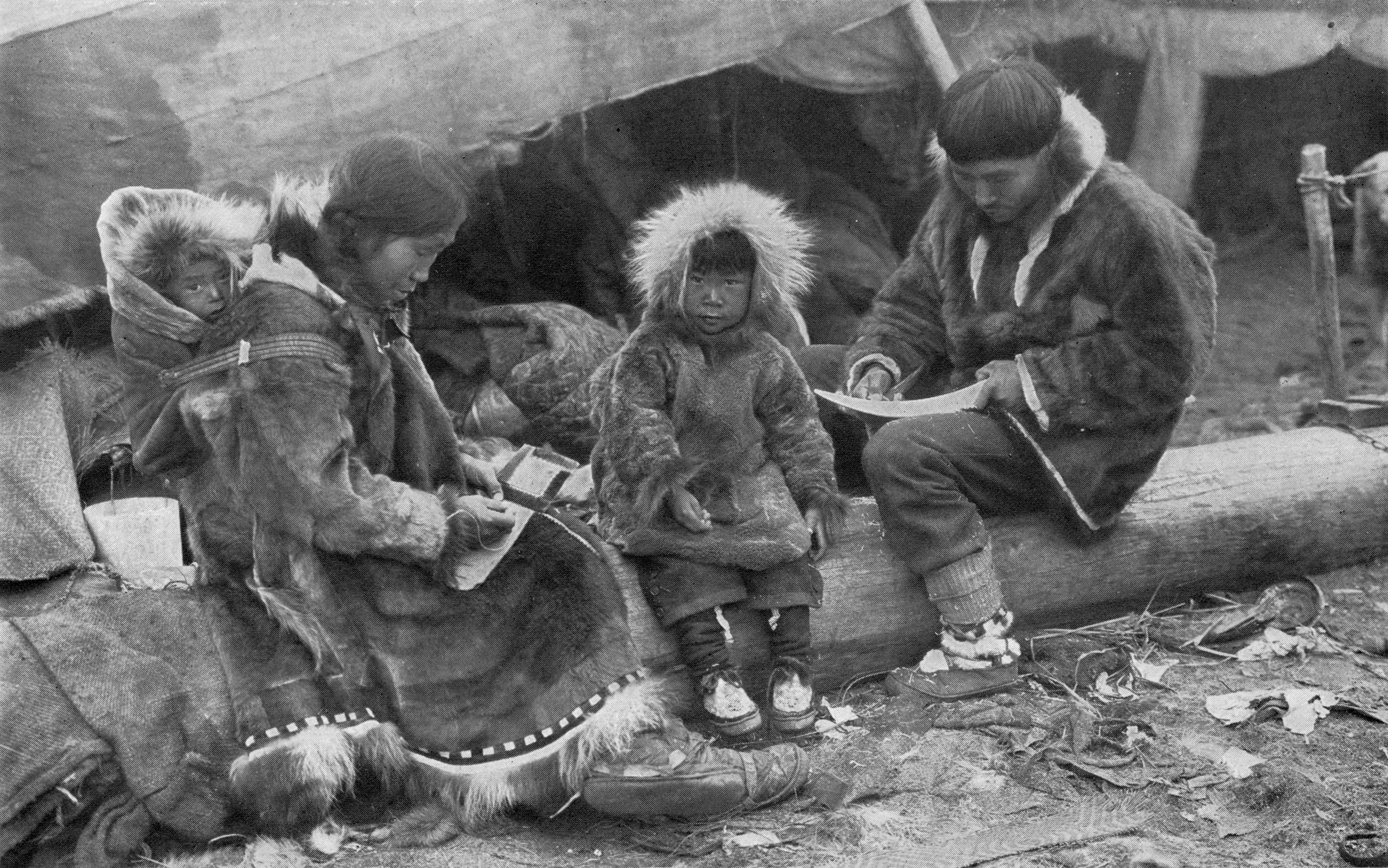
Een Eskimofamilie
(1917), George R. King

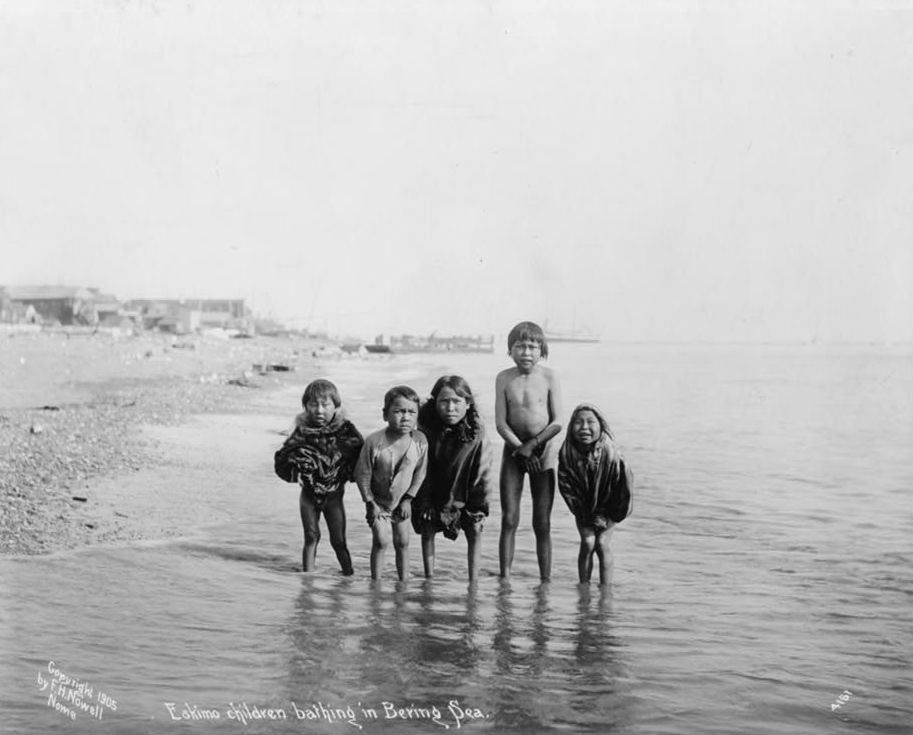
Eskimo-kinderen baden in de Beringzee
(ca. 1905), Frank H. Nowell

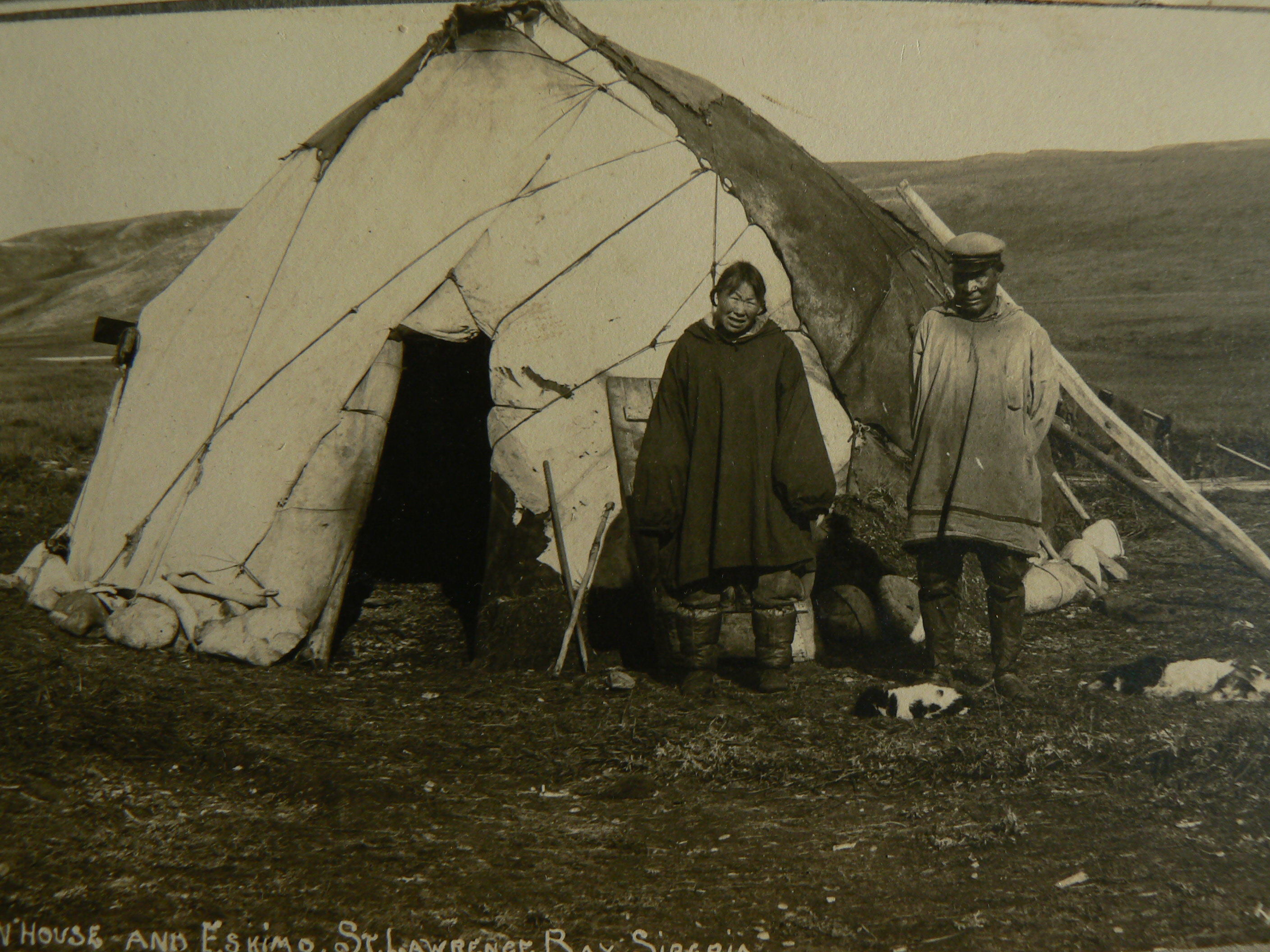
Eskimo's bij hun huis van huiden
(1922), Lomen Bros

Eskimo's zijn een aantal inheemse bevolkingsgroepen die Groenland, het noorden van Canada, Alaska en het uiterste oosten van Siberië bewonen. De Neo-Eskimo's worden politiek en wetenschappelijk niet tot de indianen gerekend. Voor de Paleo-Eskimo's ligt dit anders.
In het Nederlands wordt het woord Eskimo gebruikt voor de gehele bevolkingsgroep. De Canadese Eskimo's worden zelf liever met hun eigen woord inuit (mensen) aangeduid, de Groenlandse Eskimo's, die gebruikelijk ook tot de Inuit worden gerekend, noemen zichzelf de kalaallit en de aanzienlijke minderheid in Alaska en het noordoosten van het Russische Verre Oosten noemt zichzelf yupik. In de Verenigde Staten worden Eskimo's ook wel Native Alaskans genoemd, waar buiten Eskimo's ook de noordelijke sprekers van de Na-Denétalen bij horen. Een deel van de Na-Denésprekers is later rond 1500 naar het zuiden getrokken en waren de voorouders van de Dineh (Navajo) en Apachen (N'de).

## Geschiedenis
De Neo-Eskimo's waren niet de eerste bewoners van het Amerikaanse Noordpoolgebied. Zij werden voorafgegaan door de Paleo-Eskimo's.

### Paleo-Eskimo's
De eerste menselijke bewoners van de Canadese poolgebieden en Groenland waren de paleo-Eskimo's. In Alaska werd ze voorafgegaan door de paleo-Arctische culturen. Ze behoorden tot de Dené-Jenisejische volkeren en waren de dragers van de Arctische kleine werktuigtraditie, een brede culturele traditie die zich rond 2500 v.Chr. ontwikkelde langs het Alaska-schiereiland, rond de Bristolbaai en aan de oostkust van de Beringstraat. Hieruit ontwikkelden zich de pre-Dorsetcultuur in arctisch Canada, de Independence I-cultuur in het hoge poolgebied en de Saqqaqcultuur in het zuiden van Groenland. Uit de Pre-Dorsetcultuur ontwikkelde zich in Noord-Canada de Dorsetcultuur.

### Neo-Eskimo's
De voorouders van de huidige Eskimo's en Aleoeten zijn gezamenlijk Neo-Eskimo's. Rond 1600 voor Christus tot ongeveer 800 na Christus ontwikkelde zich langs de kust van Alaska de Nortoncultuur. De oorspronkelijk uit Oost-Siberië afkomstige Norton-mensen waren meer op de zee gericht dan hun voorgangers en brachten nieuwe technologieën zoals Olielampen en aardewerk. Ze jaagden op kariboes en kleinere zoogdieren, maar ook op zalm en grotere zeezoogdieren.
Rond 700 voor Christus ontwikkelden de Norton-inwoners van St. Lawrence en andere Beringstraat-eilanden een meer gespecialiseerde, volledig op de zee gebaseerde cultuur, de Thulecultuur. Dit was de cultuur van de proto-Inuit, de voorouders van de tegenwoordige Inuit. Vanuit de kuststreken van Alaska breidden zij zich naar het oosten over Canada en bereikten in de 13e eeuw Groenland. Hierbij verdreven zij de Paleo-Eskimo's. Inuitlegenden beschreven deze Tuniit of Sivullirmiut (wat eerste bewoners betekent) als reuzen, die echter makkelijk afgeschrikt en gedood werden.
Er zijn aanwijzingen voor dat het Thulevolk in contact kwam met de Vikingen, die de kust van Canada in de 11e eeuw bereikten. Er zijn minder sterke aanwijzingen voor dat dit ook voor de paleo-Eskimo's van de Dorsetcultuur gold. In bronnen van de Vikingen wordt het Thulevolk mogelijk de Skræling genoemd, maar het is ook mogelijk dat hiermee een ander volk werd aangeduid zoals de Innu en de Beothuk.
Een deel van dit volk migreerde naar het zuiden in de tweede expansie of tweede fase. Tegen de 13e of 14e eeuw bevolkten ze het grondgebied dat tegenwoordig door de centrale Inuit bewoond wordt en tegen de 15e eeuw had de Thulecultuur de Dorsetcultuur vervangen.
Sinds de 18e eeuw werden de contacten met Europeanen intensiever. Vanwege de verstorende effecten van de Kleine IJstijd, de relatief koude periode die duurde van de 15e tot en met de 19e eeuw, vielen de Thulegemeenschappen uit elkaar en later werden zij bekend als de eskimo's.

## Taal
De kalaallit in Groenland spreken Kalaallisut. In Canada wordt meestal de variant Inuktitut gesproken; beide zijn talen in de Eskimo-Aleoetische familie.

## Etymologie
De oorsprong van het woord Eskimo is niet geheel zeker. Franse kolonisten van Noordoost-Amerika duidden rond 1600 twee verschillende inheemse groepen aan als grands esquimaux (de Inuit) en de petits esquimaux (de Innu, een niet-verwante indianenstam).
Het Franse esquimau is bijna zeker overgenomen van een van de buurvolkeren van de Eskimo's, die bijna allen Algonkische talen spraken. Mogelijk was de oervorm ayaxkyimewa, later aškimeew, wat zou betekenen hij/zij spreekt de taal van een vreemd land. Onder andere de Innu duidden de Mikmaq-indianen aan als aškimeew.
De lezing dat de oorsprong van het woord is terug te voeren tot het woord aškipow, dat in het Cree (ook een Algonkische taal) rauwvleeseter betekent, is inmiddels achterhaald. Taalkundig onderzoek heeft uitgewezen dat het waarschijnlijker is dat de term Eskimo afkomstig is uit de Montagnais-taal. In deze taal betekent het pelsjager op sneeuwschoenen, een benaming zonder negatieve bijklank. Anderen noemen sneeuwschoenmaker als de betekenis van het woord Eskimo.

## Muziek

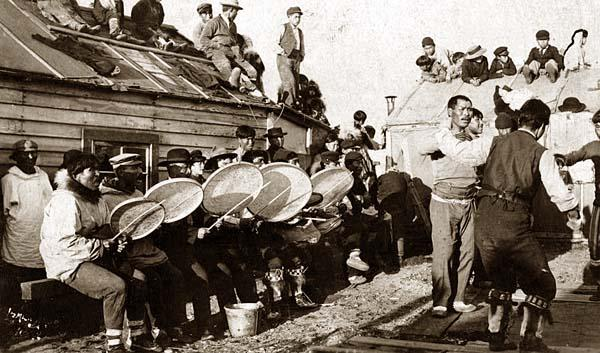
Inuitdans begeleid met zang en trommels
(1900), nabij Nome

De muziek van de Eskimo's is traditioneel vocaal. De zang wordt soms begeleid door met en stok op een raam- of lijsttrommel te slaan. De muziek bestaat uit strofenliederen met refrein en is pentatonisch.

## Kunst
Eskimo's hebben een traditie in het op kunstige wijze bewerken van het ivoor zoals walrustanden. Hun bouwkunst is eenvoudig van aard met materialen zoals sneeuw, ijs, drijfhout, beenderen en dierenhuiden die zich niet voor grote architectuur lenen. Hun traditionele iglo's zijn constructief niettemin uniek, evenals de kajak, de speciale gesloten kano die zij met name voor de jacht ontwikkelden.

## Afbeeldingen

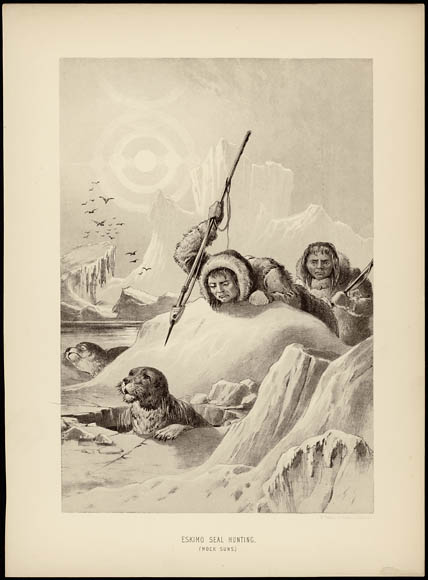
Zeehondenjacht
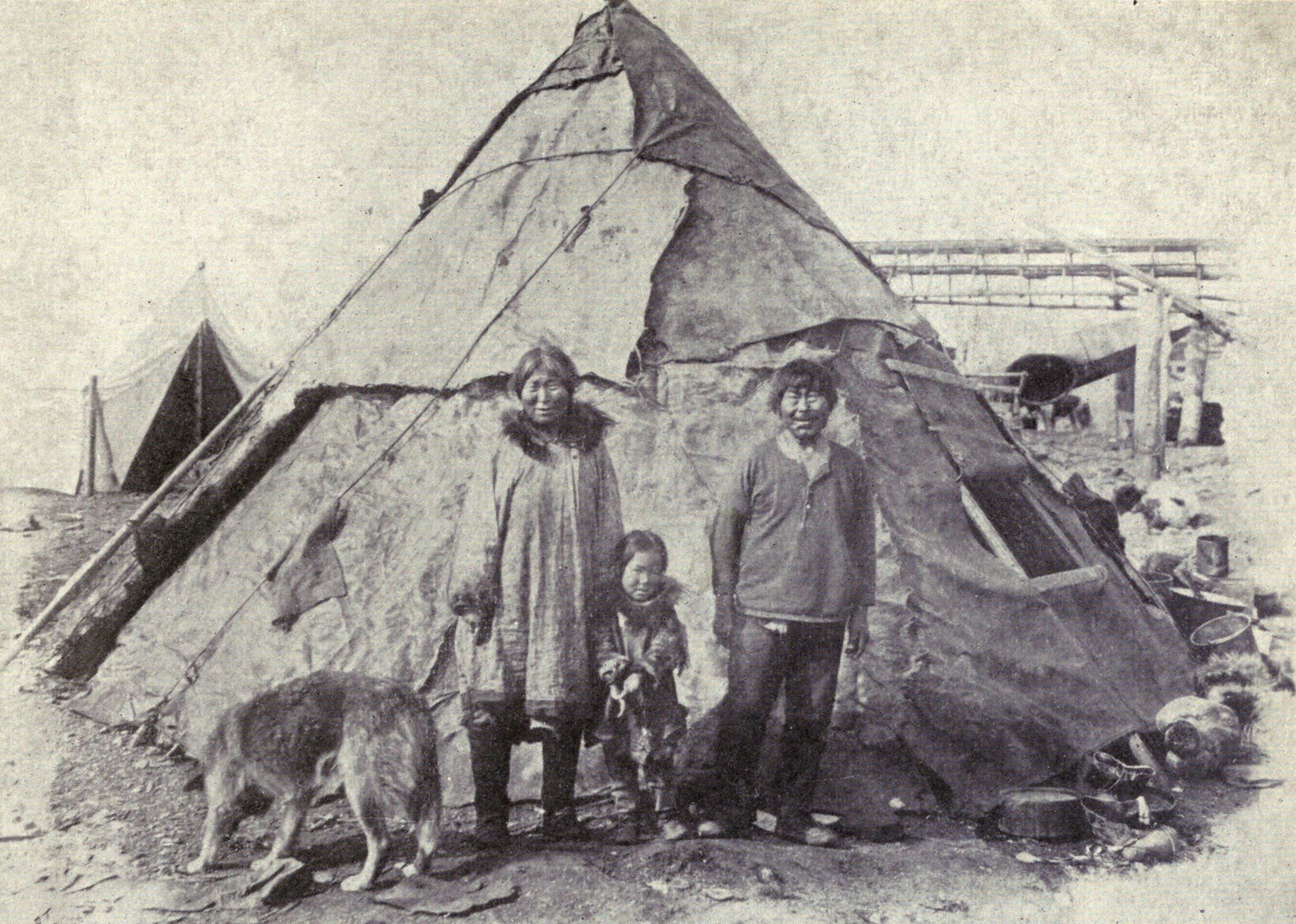
Eskimofamilie met Alaska-malamute (1915), W. E. Mason
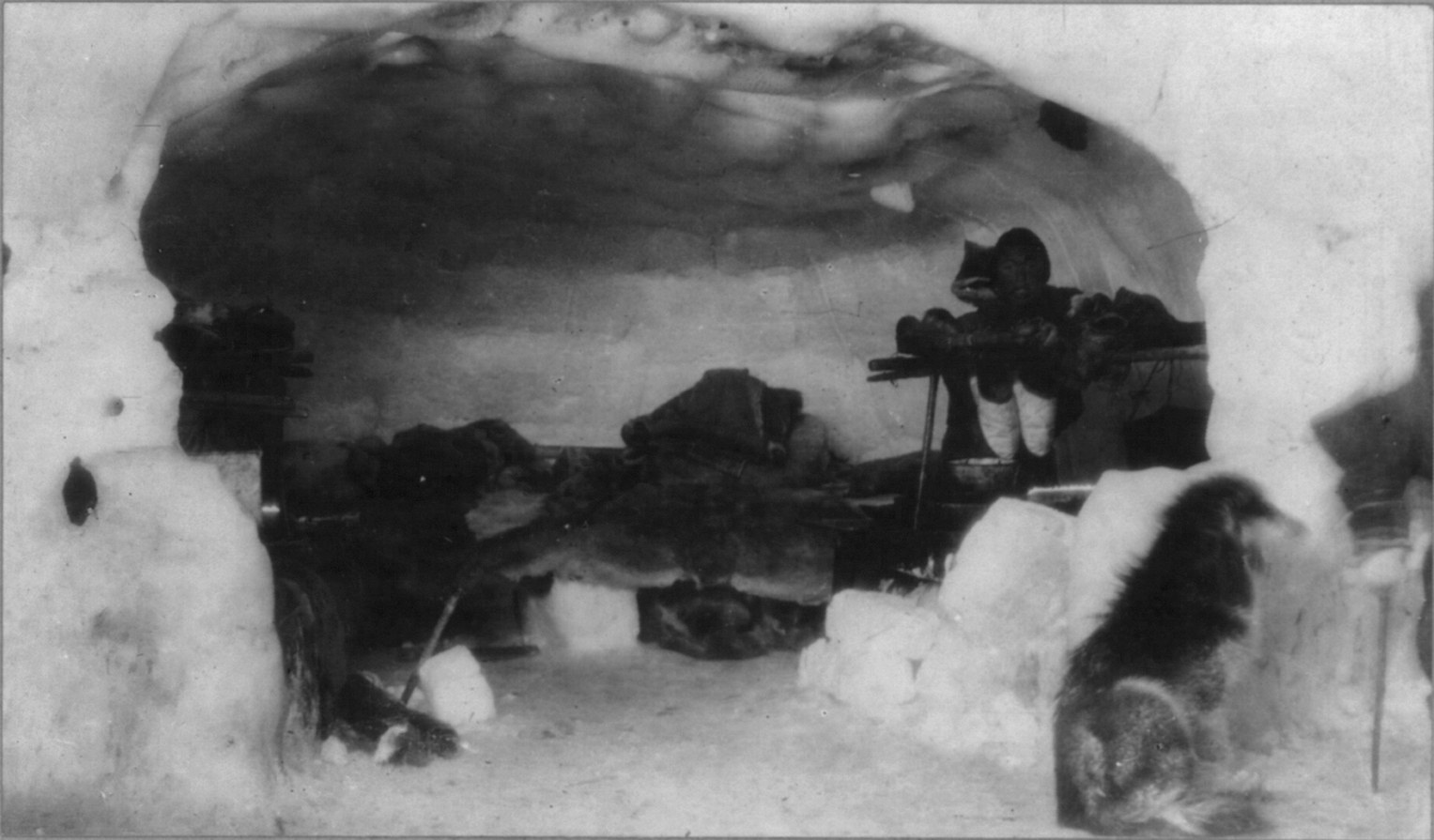
Interieur van een iglo (1900-1923)
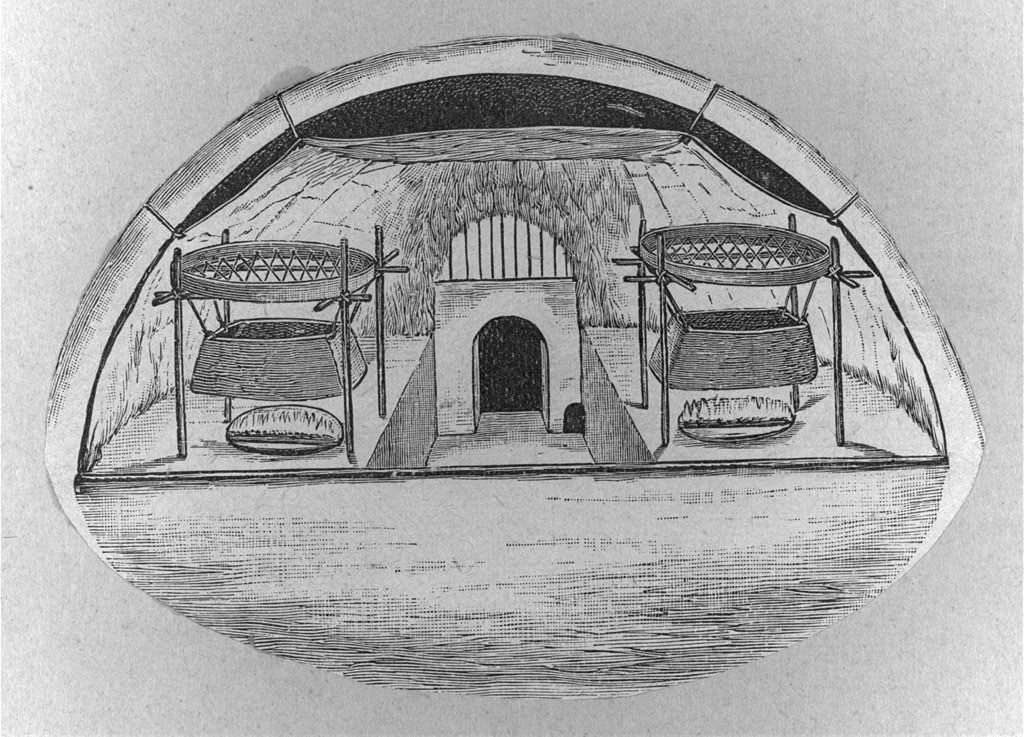
Tekening van een iglo (1916), Library of Congress
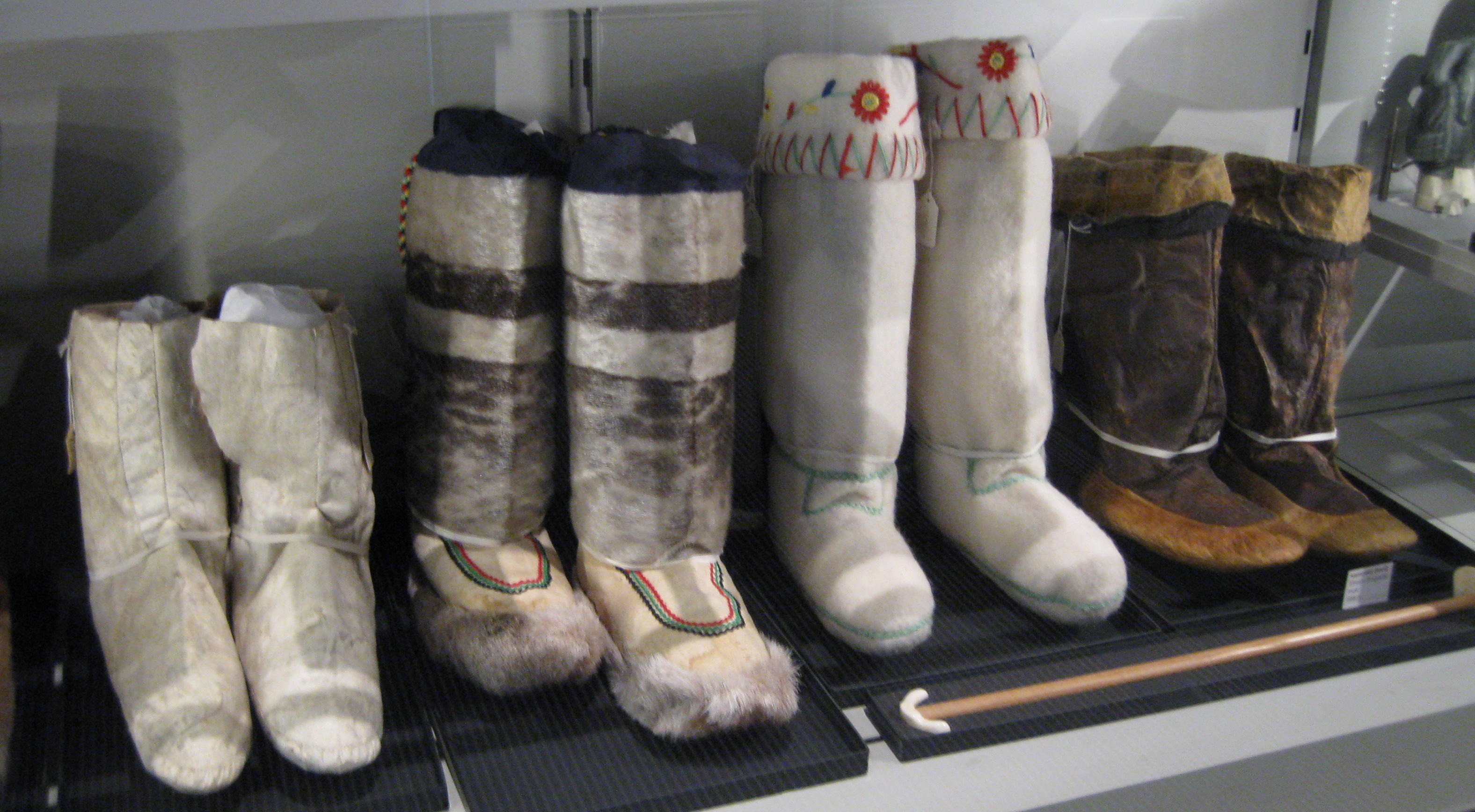
Eskimoschoenen Museum of Anthropology in Vancouver
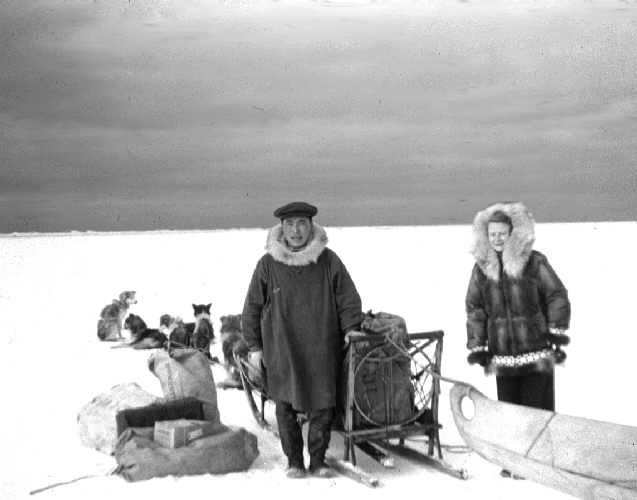
Eskimo met hondenslee (1956)
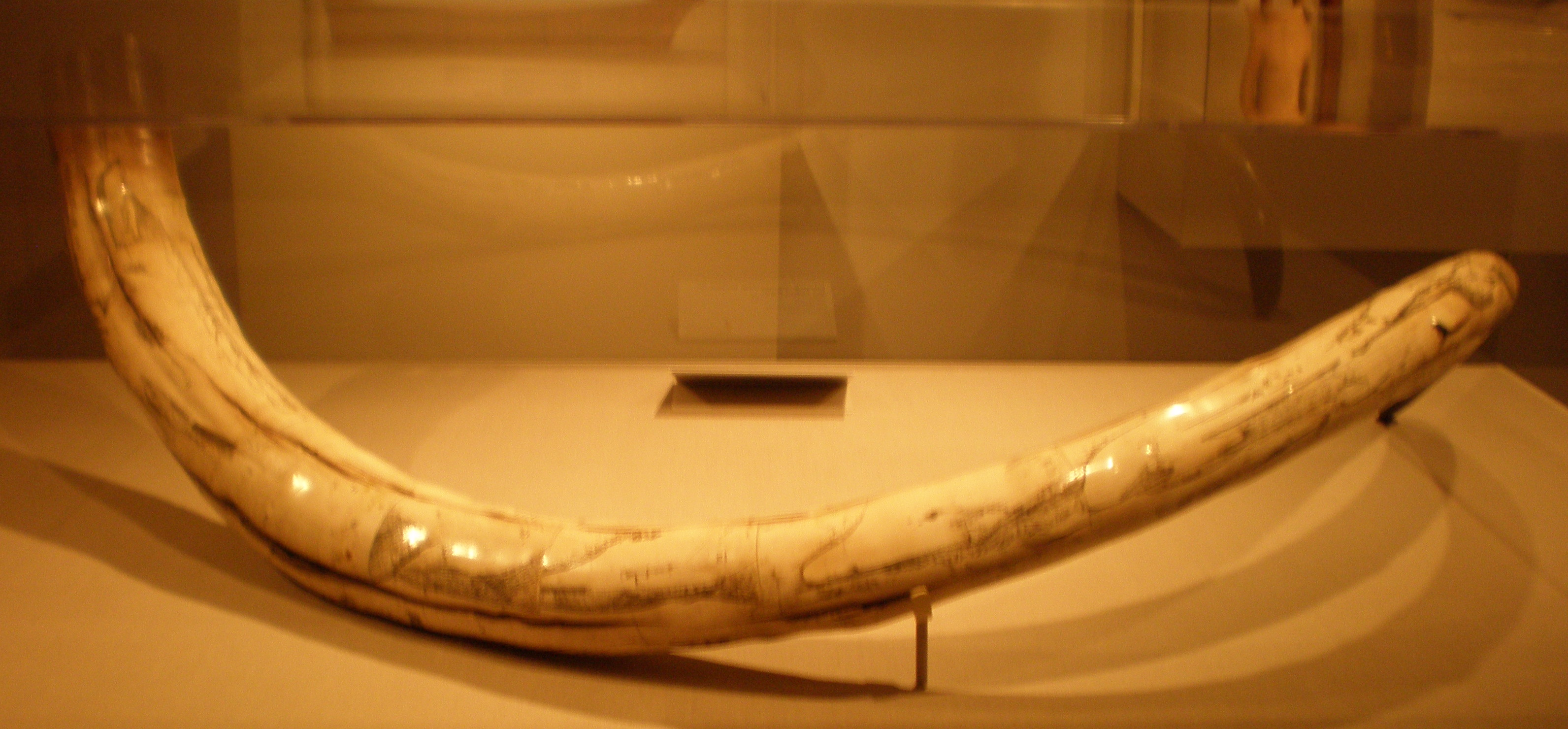
Tand van mammoet met schrifttekens De Young Museum in San Francisco
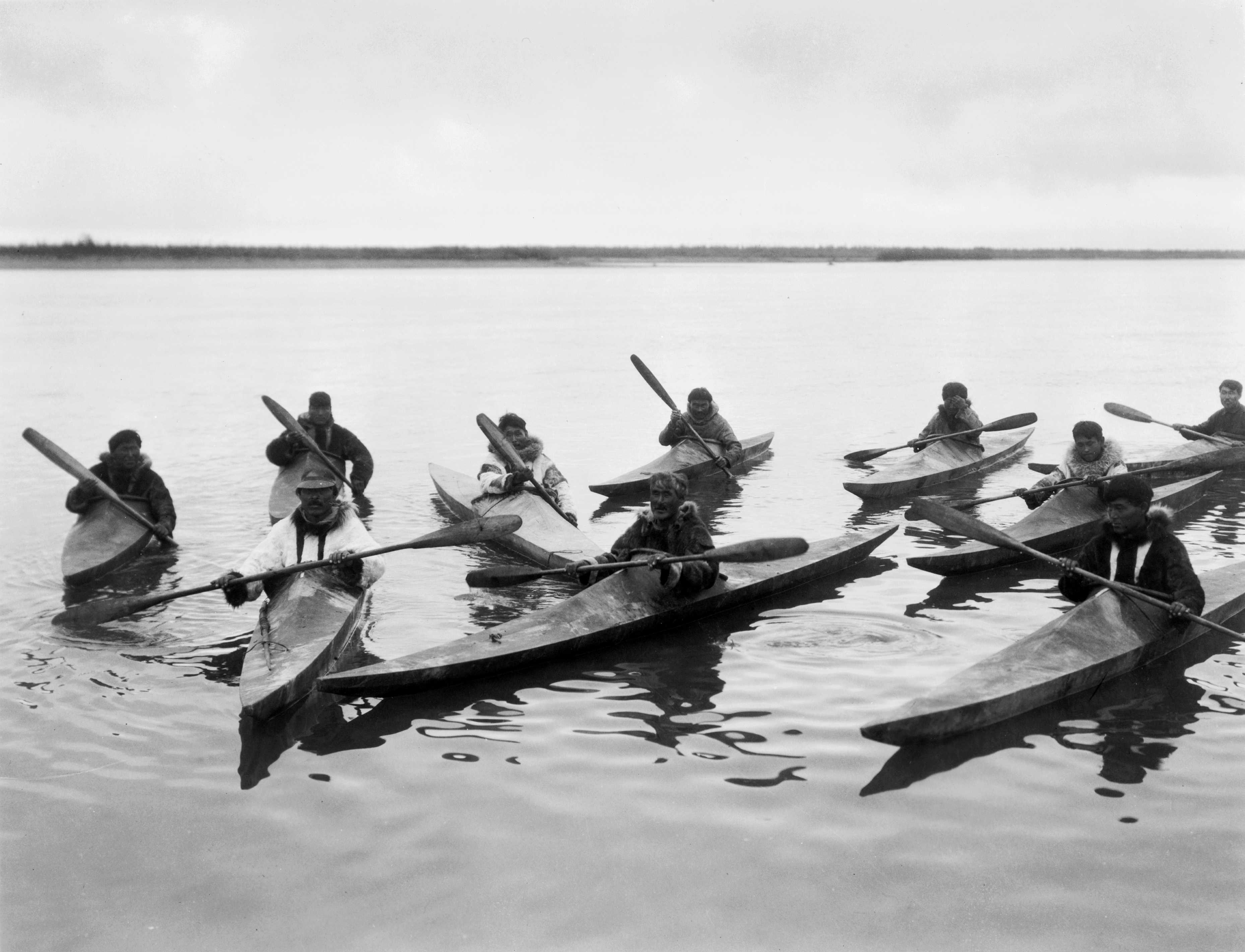
Eskimo's in kajaks (ca. 1929), Edward S. Curtis
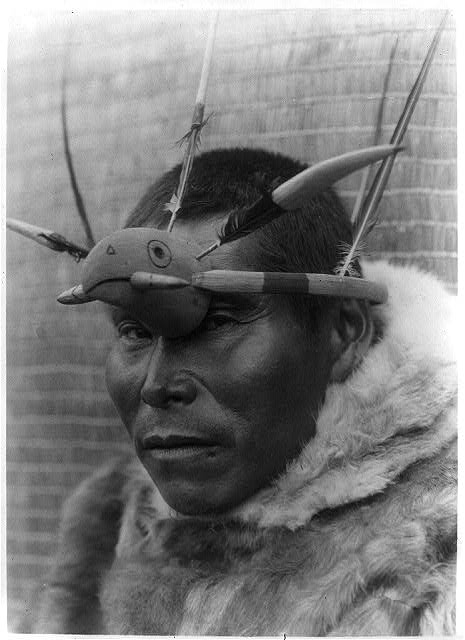
Eskimoman (1927), Edward S. Curtis
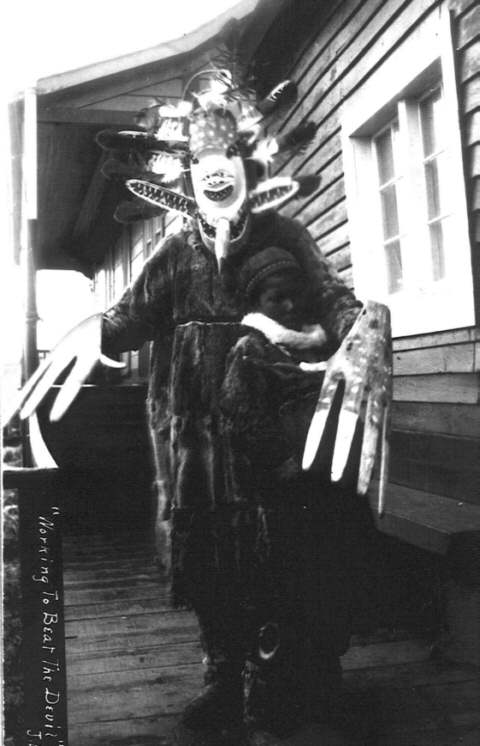
Eskimo-medicijnman drijft kwade geesten uit bij een jongen (ca. 1890), Frank G. Carpenter